# ژاک سیمون (بازیکن فوتبال)
ژاک سیمون (انگلیسی: Jacques Simon; ۲۵ مارس ۱۹۴۱ – ۵ دسامبر ۲۰۱۷) بازیکن فوتبال اهل فرانسه بود.
از باشگاه‌هایی که در آن بازی کرده‌است می‌توان به باشگاه فوتبال بوردو و باشگاه فوتبال نانت اشاره کرد.
وی همچنین در تیم ملی فوتبال فرانسه بازی کرده‌است.